# Étienne Gilson
Étienne Gilson (París, 13 de junio de 1884-Auxerre, 19 de septiembre de 1978) fue un filósofo e historiador de la filosofía francés, uno de los más destacados autores de la neoescolástica y especialista en santo Tomás de Aquino.

## Biografía
Sus estudios sobre el pensamiento medieval y en particular de la obra de Tomás de Aquino son una de las mejores aproximaciones al tema. Entre 1921 y 1932, enseñó filosofía medieval en la Universidad de la Sorbona. Perteneció al Colegio de Francia y ayudó a fundar el Instituto Pontificio de estudios medievales en la Universidad de Toronto, Canadá. Fue el líder del neotomismo católico en su época, y fue elegido miembro de la Academia Francesa en 1946.
Son famosas sus conferencias impartidas entre 1936 y 1937 en la Universidad Harvard impartidas en la serie William James Lectures, tituladas como La unidad de la experiencia filosófica. En ellas, defiende la metafísica, y define al hombre como animal metafísico por naturaleza, en contra de la tesis nietzscheana compartida por el Círculo de Viena. Piensa que la historia de la filosofía se puede explicar como un cúmulo de diferentes experiencias filosóficas, las cuales no son más que un cierto ciclo que consiste en un paso de un marcado dogmatismo a un escepticismo profundo. De Santo Tomás de Aquino a Guillermo de Ockham hay una experiencia filosófica, del mismo modo que la hay entre Descartes y el escepticismo de Hume.
De igual importancia son las Conferencias Gifford impartidas en la Universidad de Aberdeen en 1930, bajo el título The Spirit of Medieval Philosophy. En ellas, Gilson presenta cómo el cristianismo desarrolló un tipo de filosofía particular, donde la experiencia medieval no debe verse sólo como una reedición de la filosofía de Platon y Aristóteles, sino un proyecto claro que busca dialogar con la filosofía griega, teniendo como punto de partida la Revelación cristiana.
En 1948, Gilson publica una obra que le valdrá reconocimiento como metafísico: L'être et l'essence (El ser y la esencia) publicado en francés por Librairie philosophique J. Vrin y Being and some philosophers (El ser y los filósofos) publicado en inglés por el Pontificial Institute of Mediaeval Studies. Es un tratado de metafísica más que un mero repaso de Historia de la Filosofía, resultado de los cursos que imparte Gilson tanto en el Paris como en Toronto durante 10 años. La obra va desde Platón a Sartre, analizando como en cada forma de filosofar el ser ha sido entendido ya sea desde sólo la esencia (esencialismo) o ya sea desde la existencia sola (existencialismo), proponiendo ante la razón la propuesta de Tomás de Aquino como la más equilibrada y la que más hace justicia a la realidad.
Además fue un incansable defensor de la Filosofía Cristiana, sobre su real existencia, su historicidad, su importancia en la Historia del pensamiento en general y su tarea en la Filosofía, en la Teología y en la Iglesia católica.

## Obras

### En idioma original
- La Liberté chez Descartes et la Théologie, Alcan, París, 1913.
- Le thomisme, introduction au système de saint Thomas, Vrin, París, 1919 (varias ediciones con correcciones y ampliaciones. La sexta y última es de 1964).
- Études de philosophie médiévale, Université de Strasbourg, Strasbourg, 1921.
- La philosophie au moyen-âge, vol.I : De Scot Erigène à saint Bonaventure, Payot, París, 1922.
- La philosophie au moyen-âge, vol.II : De saint Thomas d’Aquin à Guillaume d’Occam, Payot, París, 1922.
- La philosophie de saint Bonaventure, Vrin, París, 1924.
- René Descartes. Discours de la méthode, texte et commentaire, Vrin, París, 1925.
- Saint Thomas d’Aquin, Gabalda, 1925.
- Introduction à l’étude de Saint Augustin, Vrin, París, 1929.
- Études sur le rôle de la pensée médiévale dans la formation du système cartésien, Vrin, París, 1930.
- L’esprit de la philosophie médiévale, Vrin, París, 1932. (Conferencias Gifford)
- Les Idées et les Lettres, Vrin, París, 1932.
- Pour un ordre catholique, Desclée de Brouwer, París, 1934.
- La théologie mystique de saint Bernard, Vrin, París, 1934.
- Le réalisme méthodique, Téqui, París, 1935.
- Christianisme et philosophie, Vrin, París, 1936.
- The Unity of Philosophical Experience, Scribner's, 1937.
- Héloïse et Abélard, Vrin, París, 1938.
- Dante et philosophie, Vrin, París, 1939.
- Réalisme thomiste et critique de la connaissance, Vrin, París, 1939.
- Théologie et histoire de la spiritualité, Vrin, París, 1943.
- Notre démocratie, S.E.R.P., 1947.
- Philosophie et Incarnation selon Saint Augustin, Montréal, 1947 (Ad solem, Genève, 1999).
- L’être et l’essence, Vrin, París, 1948.
- Saint Bernard, textes choisis et présentés, Plon, París, 1949.
- L’École des Muses, Vrin, París, 1951.
- Jean Duns Scot, introduction à ses positions fondamentales, Vrin, París, 1952.
- Les métamorphoses de la cité de Dieu, Vrin, París, 1952.
- Peinture et réalité, Vrin, París, 1958.
- Le Philosophe et la Théologie, Fayard, 1960.
- Introduction à la philosophie chrétienne, Vrin, París, 1960.
- La paix de la sagesse, Aquinas, París, 1960.
- Trois leçons sur le problème de l’existence de Dieu, Divinitas, 1961.
- L’être et Dieu, en Revue thomiste, 1962.
- Introduction aux arts du Beau, Vrin, París, 1963.
- Matières et formes, Vrin, París, 1965.
- Index scolastico-cartésien, Vrin, París, 1966 (segunda edición), reimpresa en 1979.
- Les tribulations de Sophie, Vrin, París, 1967.
- La société de masse et sa culture, Vrin, París, 1967.
- Hommage à Bergson, Vrin, París, 1967.
- Linguistique et philosophie, Vrin, París, 1969.
- D’Aristote à Darwin et retour, Vrin, París, 1971.
- Dante et Béatrice, études dantesques, Vrin, París, 1974.
- Saint Thomas moraliste, Vrin, París, 1974.
- L'athéisme difficile, Vrin, París, 1979

### Traducciones al castellano
- Por un orden católico, Ediciones del Árbol, Madrid, 1936.
- Santo Tomás de Aquino, Madrid, 1944.
- Dios y la filosofía, Emecé, Buenos Aires, 1945.
- La filosofía de san Buenaventura, Desclée de Brouwer, Buenos Aires, 1948.
- El realismo metódico, Madrid, 1950.
- El Tomismo, Buenos Aires, 1951.
- El ser y la esencia, Emecé, Buenos Aires, 1951.
- El espíritu de la filosofía medieval, Emecé, Buenos Aires, 1952.
- La unidad de la experiencia filosófica, Rialp, Madrid, 1960.
- Pintura y realidad, Aguilar, Madrid, 1961.
- El filósofo y la teología, Libros del monograma, Madrid, 1962 (reedición 1967).
- La filosofía en la Edad Media: desde los orígenes patrísticos hasta el fin del siglo XIV, Gredos, Madrid, 1965 (y varias reediciones: 1972, 1976, 1982, 1999, 2007, ISBN 978-84-249-2861-2).
- La metamorfosis de la ciudad de Dios, Rialp, Madrid, 1965.
- Historia de la Filosofía, Buenos Aires, 1967.
- Elementos de Filosofía cristiana, Rialp, Madrid, 1969 (reedición en 1977 y 1981).
- El amor a la sabiduría, Ayse, Caracas, 1974.
- El realismo metódico, Rialp, Madrid, 1974 (4ªed.), ISBN 84-321-1675-0.
- Lingüística y Filosofía: Ensayo sobre las constantes filosóficas del lenguaje, Gredos, Madrid, 1974.
- De Aristóteles a Darwin y vuelta: ensayo sobre algunas constantes de la biofilosofía, EUNSA, Pamplona, 1976 (reedición 1988), ISBN 84-313-0226-7.
- El Tomismo, EUNSA, Pamplona, 1978 (1ªed.: traducción de la 6.ª ed.), 2002 (4ªed.), ISBN 84-313-1997-6.
- El amor a la sabiduría, Otium, Buenos Aires, 1979.
- El difícil ateísmo, Universidad Católica de Chile, Santiago de Chile, 1991.
- El realismo metódico Encuentro, Madrid, 1997, ISBN 84-7490-460-9.
- Pintura y realidad, EUNSA, Pamplona, 2000, ISBN 84-313-1767-1.
- Dante y la filosofía, EUNSA, Pamplona, 2004 ISBN 84-313-2162-8.
- El espíritu de la filosofía medieval, Rialp, Madrid, 2004, ISBN 84-321-3492-9.
- Eloísa y Abelardo, EUNSA, Pamplona, 2004, ISBN 84-313-2193-8.
- Las constantes filosóficas del ser, EUNSA, Pamplona, 2005, ISBN 84-313-2306-X.
- Juan Duns Scoto. Introducción a sus posiciones fundamentales, EUNSA, Pamplona, 2007, ISBN 978-84-313-2491-9.
- Introducción a la filosofía cristiana. Prólogo de Juan Miguel Palacios (Ensayo), 2009, ISBN 978-84-749-0912-8.
- La teología mística de San Bernardo, Athanasius editor, Córdoba 2019. ISBN 978-987-86-1445-8.
- Introducción al estudio de San Agustín, Alfa ediciones y Athanasius Editor, Córdoba 2022, ISBN 978-987-88-4389-6.
- Realismo Tomista y crítica del conocimiento, Alfa ediciones y Lectio, Córdoba, 2023, ISBN 978-631-00-1823-2.